# 葛雷格·奈托斯
葛雷格·奈托斯（英語：Graig Nettles，1944年8月20日—），綽號「Puff」，為美國職棒大聯盟的三壘手，生涯曾效力過雙城、印地安人、洋基、教士、勇士與博覽會等隊。
雖然奈托斯的打擊能力不算太突出，但他的守備評價相當高。他敲出390轟為美聯史上最多轟的三壘手，WAR值68也是大聯盟打擊率未達2成50的選手當中最高的。

## 職業生涯
1965年大聯盟選秀，雙城隊在第四輪選進奈托斯。他在1967年9月6日登上大聯盟，整季打擊率為2成22。
1969年12月10日，雙城將奈托斯、汀恩·錢斯、Ted Uhlaender和一名日後指定球員交易到印地安人，換來路易斯·提安特和Stan Williams。3個球季後，因為奈托斯和總教練關係不睦，因此印地安人將奈托斯和Jerry Moses交易到洋基，換來John Ellis、Charlie Spikes、Rusty Torres和Jerry Kenney。
1974年9月7日，奈托斯因為被驗出球棒內塞了6顆強力橡膠球而遭到投訴。9月14日，他和弟弟吉姆寫下兄弟同場開轟的罕見紀錄。1975年明星賽，他被選為美聯先發三壘手。
1977年，奈托斯迎來了生涯年。單季他敲出37轟與107分打點，最後拿下生涯首座金手套獎。洋基也在這年拿下睽違14年的世界大賽冠軍。
1978年世界大賽第三場，奈托斯靠著許多精彩守備為洋基守下不少分數。最後洋基在2連敗後4連勝，奈托斯可說是重要功臣之一。
1980年7月，奈托斯敲出生涯267轟，成為美聯史上最多轟的三壘手。但他這年因為肝炎導致出賽數降到89場。
1982年球季結束後，洋基隊老闆史坦布瑞納曾公開羞辱奈托斯生涯已到末期，他的身價不值得領取高薪。1984年，洋基交易來Toby Harrah，打算和奈托斯輪流擔任三壘手。不過奈托斯在春訓選擇和球隊提出交易，最後他被交易到教士，換來Dennis Rasmussen及一名日後指定球員。
1986年球季結束後，教士不再與奈托斯續約。後來奈托斯加盟勇士，隔年加盟博覽會。並在1988年球季結束後退休。

## 生涯打擊成績
| 出賽次數 | 打席  | 打數 | 得分 | 安打 | 二安 | 三安 | 全壘打 | 打點 | 盜壘 | 保送 | 三振 | 打擊率 | 上壘率 | 長打率 | OPS  |
| -------- | ----- | ---- | ---- | ---- | ---- | ---- | ------ | ---- | ---- | ---- | ---- | ------ | ------ | ------ | ---- |
| 2700     | 10228 | 8986 | 1193 | 2225 | 328  | 28   | 390    | 1314 | 32   | 1088 | 1209 | .248   | .329   | .421   | .750 |

## 個人生活
奈托斯目前定居在田納西州的勒諾市。他和妻子育有4名子女，長子麥可已經去世，小兒子傑夫曾參加1998年大聯盟選秀，並在第47輪被洋基選走。
1989年，奈托斯曾在半職業聯盟執教兼球員。該年他的打擊率還有3成01。
2007年，美國曾以1977年的洋基隊做為故事基底，拍攝一部名為《燃燒的布朗克斯》的影集，而奈托斯還擔任顧問一職。
2008年3月21日，奈托斯罹患攝護腺癌。他的弟弟在2007年也同樣罹患此病。

## 外部連結
- 球員資訊和成績在MLB，ESPN，Baseball-Reference，Fangraphs（英文）

| 前任： 瑟曼·蒙森 | 紐約洋基隊隊長 1982年1月29日–1984年3月30日 | 繼任： 威利·藍道夫 & 羅恩·吉德里 |